# Lethrinus ravus
Lethrinus ravus är en fiskart som beskrevs av Carpenter och Randall 2003. Lethrinus ravus ingår i släktet Lethrinus och familjen Lethrinidae. Inga underarter finns listade i Catalogue of Life.